# Kelmė
Kelmė är en stad i Šiauliai län i Litauen. Staden har 8 744 invånare år 2015. Den är huvudort i Kelmė landskommun.

## Sport
- Kelmės FK eller Kražantė (2013—2017, 2019–nu);
- KFK Kražantė Kelmė